# Pippo Pollina
Giuseppe Pollina, detto Pippo (Palermo, 18 maggio 1963), è un cantautore italiano.

## Biografia

### Gli inizi con gli Agricantus
Pippo Pollina nasce a Palermo il 18 maggio 1963. Studia sin da ragazzo la chitarra classica e la teoria musicale. La sua storia artistica inizia, sempre a Palermo, nel 1979, anno in cui fonda un gruppo musicale e culturale, gli Agricantus, che segneranno una fase importante nella ricerca delle tradizioni musicali popolari sia della Sicilia e dell'Italia del Sud, sia dell'America Latina. Gli Agricantus iniziano a esibirsi in concerti in Italia e all'estero; contemporaneamente, Pollina svolge un'intensa attività di divulgazione nelle scuole medie e superiori.
Nel 1983 Pippo Pollina inizia a collaborare al mensile I Siciliani, fondato e diretto dallo scrittore Giuseppe Fava; un'esperienza formativa decisiva, che si interromperà pochi mesi più tardi, quando Giuseppe Fava viene assassinato dalla mafia a Catania. Socialmente e politicamente assai impegnato, Pollina non si ritrova nel clima italiano degli anni ottanta e, nel 1985, abbandona gli studi e l'Italia e parte per una sorta di peregrinazione senza meta in tutta Europa. È in Ungheria, in Germania Est, in Inghilterra, in Francia, in Austria, nei Paesi Bassi, passando per la Germania Ovest e per la Svizzera, fino alla Scandinavia. Per vivere fa di tutto, arrivando a fare il musicista di strada e a esibirsi nei ristoranti; racconta le sue storie e ne raccoglie delle altre. Notato da un cantautore svizzero tedesco, Linard Bardill, viene da lui invitato, nel 1987, a partecipare a un progetto discografico in lingua romancia, intitolato I nu passaran (“Non passeranno”) e ad una tournée che tocca la Svizzera, il Belgio e la Germania.

### Pippo Pollina in Svizzera e i primi album
Nel 1987 Pippo Pollina incide il suo primo album (Aspettando che sia mattino) in Svizzera, con l'etichetta Zytglogge, e si stabilisce definitivamente nella Confederazione elvetica. Inizia la sua prima tournée da solista; nel 1989 viene premiato dalla TV svizzera tedesca DRS1 che gli produce anche il secondo album, Sulle orme del re Minosse. Nel 1991 esce il terzo album, Nuovi giorni di settembre, e Pollina si esibisce nei principali festival svizzeri, come l'Open Air di San Gallo e quello di Lugano; suona e canta assieme a personaggi come Van Morrison e Tracy Chapman. Inizia un'amicizia e una collaborazione con uno dei principali cantautori tedeschi, Konstantin Wecker, che frutta il quarto album, Le pietre di Montsegur (1993). È un successo discografico nei paesi di lingua tedesca, che “adottano” Pollina come il rappresentante di un'italianità moderna e fuori da ogni schema e luogo comune. Nel 1995 Pollina incide Dodici lettere d'amore con la collaborazione del cantautore francese Georges Moustaki, che lo aiuta nella composizione del brano Leo, dedicato a uno dei massimi poeti in musica francese, Léo Ferré, scomparso da soli due anni. Ne segue una lunga tournée che lo porta anche in Francia e in Egitto (dove suona, oltre che assieme a Moustaki e a Wecker, anche con José Feliciano e Angelo Branduardi).
Nel 1997 Pippo Pollina incide Il giorno del falco, album dedicato al cantautore cileno Víctor Jara, imprigionato e ucciso nello Estadio Chile di Santiago pochi giorni dopo il golpe del generale Pinochet dell'11 settembre 1973. La canzone che dà il titolo all'album è considerata una delle più belle di Pollina, che nel testo include anche due celebri versi in spagnolo di una canzone di Jara: Yo no canto por cantar ni por tener buena voz, canto porque la guitarra tiene sentido y razón (“Io non canto per cantare ne perché ho una buona voce, canto perché la chitarra ha senso e ragione”).
Alla fine dello stesso anno, una casa editrice di Stoccarda, la Facteon, pubblica un volume dedicato a Pippo Pollina, intitolato Camminando Camminando. La sua fama in Germania è al culmine: il libro è scritto in forma di lunga intervista dal critico musicale dell'importante quotidiano zurighese Tages-Anzeiger, Benedetto Vigne. L'allora sindaco di Palermo ed europarlamentare, Leoluca Orlando, viene a sapere del libro durante un soggiorno a Bruxelles. A seguito di un colloquio con Orlando, Pollina decide che è il momento di tornare a suonare anche in Italia.

### Il ritorno in Italia
A Palermo viene organizzata una conferenza stampa di presentazione. Sono presenti anche i giornalisti de La Repubblica, e RAI 1 riprende l'evento. Segue una tournée con tappe a Roma, Napoli, Caserta e, infine, Palermo. Nel 1998 Il giorno del falco esce anche in Italia; in seguito, durante la tournée invernale 1998/1999 nei paesi di lingua tedesca, Pollina si esibisce assieme al chitarrista argentino Pablo Miguez. La tournée estiva lo vede invece impegnato in Italia assieme al sassofonista statunitense Charlie Mariano.
Nel 1999, il sociologo e parlamentare Nando dalla Chiesa pubblica Storie eretiche di cittadini perbene in cui un capitolo intero è dedicato alla vicenda di Pippo Pollina. Sempre nel 1999 Pollina pubblica in Italia un singolo, Ken, cui segue la prima vera tournée organizzata in quindici tappe (che si conclude al Teatro Biondo di Palermo).

### Il successo
Il settimo album di Pollina, Rossocuore, viene pubblicato nel settembre 1999 in contemporanea in Italia, Austria, Germania e Svizzera. Vi partecipano oltre 35 musicisti che vanno da alcuni membri della Filarmonica di Zurigo all'organista Hammond Matt Clifford (ex dei Rolling Stones). Assieme a lui cantano José Seves Sepúlveda degli Inti-Illimani (che interpreta assieme a Pollina il brano Lettera di un condannato a morte), il conterraneo Franco Battiato e Nada Malanima. Ne segue una tournée con 100 date e un videoclip, Finnegan's Wake (dal titolo della celebre opera sperimentale di James Joyce), interpretato assieme a Battiato.
A metà del 2000 incide l'ottavo album Elementare Watson, nel quale sono presenti due brani registrati a Londra nei famosi studios di Abbey Road assieme alla London Simphony Orchestra. L'album non viene però distribuito in Italia. Realizza anche un videoclip assai trasmesso della canzone Weg vo Zuri (Via da Zurigo nel dialetto svizzero tedesco). Torna in Italia nel febbraio 2001 per una breve tournée (Roma, Verona). In estate è assieme agli Inti-Illimani per una tournée (da segnalare che il celebre gruppo esegue Il giorno del falco, in italiano, anche nelle tournée cilene e sudamericane). Pippo Pollina compie anche un'impegnativa traduzione adattando in italiano Amsterdam, uno dei capolavori di Jacques Brel.
Nel dicembre 2001 Pippo Pollina pubblica il suo nono album, il primo esclusivamente per l'Italia: si tratta di Versi per la libertà, che viene salutato dalla critica italiana e dalle riviste specializzate come un capolavoro; ne parlano anche il Corriere della Sera e Il Messaggero, che cominciano a parlare di Pollina come grande erede della canzone d'autore italiana. Nel disco spicca il brano Il giorno del falco che Pollina interpreta assieme agli Inti-Illimani e nel quale è presente una coda proveniente dalla canzone Canto de las estrellas, brano degli Inti-Illimani contenuto nell'album Arriesgaré la piel. Nel 2002 Pollina forma la Palermo Acoustic Band . Sempre nel 2002, Pollina improvvisa una tournée assieme al suo vecchio amico Linard Bardill, che riporta un inaspettato enorme successo tanto da convincere i due a pubblicare un album che significativamente si intitola Insieme, stampato in poche migliaia di copie che vanno esaurite in poche settimane.
Nel 2003 Pollina pubblica Racconti Brevi, contenente tra l'altro la versione (da molti giudicata impossibile) de La mémoire et la mer, lo sterminato testo di Léo Ferré (ma la versione cantata è assai più breve di quella poetica), per la quale Pollina rimane due mesi in Toscana lavorando a contatto con la compagna di Ferré che lo aiuta nel compito. Nell'album vi è anche un brano in siciliano, intitolato Banneri (“Bandiere”).
Del 2004 è l'album antologico Camminando, allegato a una lunga monografia su Pollina della rivista Independent Music.
Nel 2005 esce Bar Casablanca, il primo album interamente italiano di Pippo Pollina. Un nuovo album di brani inediti registrati in presa diretta presso l'Auditorium di Storie di Note a Orvieto.
Nel 2006 Pollina pubblica il doppio live "Racconti e canzoni" si tratta di un prodotto, che racchiude in unica confezione un DVD di uno spettacolo portato in giro per l'Italia con Serena Bandoli in un alternarsi di teatro e musica, e un cd con uno spettacolo da solo con piano e chitarra.

### Ultimo Volo
Nel 2007 viene invece registrata dal vivo una sua orazione civile sul disastro aereo di Ustica, intitolata Ultimo volo. Orazione civile per Ustica e commissionata in occasione dell'inaugurazione del museo per la memoria, a Bologna, dove sono esposti i resti del DC 9. A questa opera collabora tra gli altri Manlio Sgalambro, che in questa orazione impersona il DC 9 abbattuto. Seguirà un tour con diverse rappresentazioni.

### Caffè Caflisch, Süden e il libro autobiografico
Nel 2008 vede la luce l'album a quattro mani con Linard Bardill dal titolo Caffè Caflisch contenente pezzi in italiano e in tedesco.
Nel 2009 esce Tra due isole ennesimo live con l'orchestra del conservatorio di Zurigo, diretta da Massimiliano Matesic registrato alla prima zurighese.
Alla fine del 2010 annuncia la pubblicazione del libro autobiografico Abitare il sogno: vita e musica di Pippo Pollina, a cui farà seguito, a partire da gennaio 2011, un tour che toccherà Svizzera, Germania e Italia. Verranno portate in scena le più importanti canzoni dell'artista siciliano, alternate alla lettura di alcuni passi del libro stesso e alla proiezione di immagini e filmati privati e pubblici.
Nel 2012 pubblica l'album Süden assieme a Werner Schmidbauer e Martin Kälberer.

### L'Appartenenza
Il 21 gennaio 2014 pubblica L'Appartenenza, un album di inediti.
L'Appartenenza contiene alcune collaborazioni con artisti italiani e stranieri quali Giorgio Conte, Etta Scollo e Werner Schmidbauer. Inoltre nel brano E se ognuno fa qualcosa, Pippo Pollina omaggia Don Pino Puglisi, sacerdote in prima linea contro la mafia ucciso 20 anni prima a Palermo.

## Discografia

### Album
- 1987 – Aspettando che sia mattino
- 1989 – Sulle orme del re Minosse
- 1991 – Nuovi giorni di settembre
- 1993 – Le pietre di Montsegùr
- 1995 – Dodici lettere d'amore
- 1997 – Il giorno del falco (riedito in Italia nel 1998)
- 1999 – Rossocuore (Storie di note, SDN 002)
- 2000 – Elementare Watson
- 2001 – Versi per la libertà (Storie di note, SDN 020)
- 2003 – Racconti brevi (Storie di note)
- 2004 – Camminando (antologia) (Storie di note)
- 2005 – Bar Casablanca (Storie di note, SDN 043)
- 2006 – Racconti e canzoni (Storie di note, SDN 057; dal vivo)
- 2007 – Ultimo volo (Storie di note, SDN 060; dal vivo)[3].
- 2008 – Caffè Caflisch
- 2008 – "Di nuovo insieme" con Linard Bardill
- 2009 – Fra due isole
- 2012 – Süden con Werner Schmidbauer e Martin Kälberer
- 2013 – La storia non conosce padroni (LP vinile - Storie di note, SDN 081LP)
- 2014 – L'appartenenza (Jazzhaus Records)
- 2014 – Grande finale - Live all'Arena di Verona ( 2 CD )
- 2017 – Il sole che verrà
- 2022 – Canzoni segrete (Jazzhaus Records)
- 2024 – Nell'attimo (Jazzhaus Records)

### Singoli ed EP
- 1999 – Finnegan's Wake (Singolo + video Finnegans Wake) (Storie di note, SDN 001)
- 1998 – Ken (maxi single)

### Partecipazioni a compilation
- 1988 – Viva Natira con il brano La casa di Armon

### Collaborazioni
- 1987 – I Nu Passaran di Linard Bardill

## Premi e riconoscimenti
- Premio della televisione svizzera (1989)[4]
- Premio della Città di Zurigo (1996)[5]
- Kleinkunstpreis Kupferle, Ravensburg (1996)[6]
- Star of the Year Award della giornale della sera “Abendzeitung” di Monaco di Baviera (1999)[6]
- Premio "Una Casa per Rino", Crotone (2003)[6]
- Tra i tre migliori concorrenti al festival di musica a Mantova (2004)[6]
- Premio del Festival delle Etichette Indipendenti di Faenza (2005)[6]
- Premio della città di Palermo per il ruolo in "Ricordare Anna" (2005)[6]
- Nominato per il piccolo premio svizzero arte, Thun (2006)[7]
- "Premio alla Carriera" al Festival di autore canzone italiana "Canzone Italiana d'autore" di Monaco di Baviera, (2007)[6]
- Nomina di "Ultimo Volo" per il Premio per la Pace di Stoccarda (2008)[8]
- Premio della Critica German Record per il CD “Caffè Caflish"(2009)[9]
- Premio della Critica German Record "per il CD" Caffè Caflisch "(2009)[6]
- Il premio "Padre Pino Puglisi nel Mondo", Palermo (2009)[6]
- Il premio "Pino Veneziano", Trapani (2010)[6]
- "Premio Giacosa Colleretto" (2011)[6]
- Premio "Musica e cultura - Peppino Impastato" di Cinisi (2011)[6]
- "Premio Lunezia" di Marina di Carrara (2011)[6]
- "Premio letterario Città di Sciacca" (2012)[6]
- KleinKunstPreis svizzero, Thun (2012)[4]
- Il premio del Freiburger Kulturbörse "Freiburger Leiter" (2013)[10]